# Svätojurské hradisko
Svätojurské hradisko je chráněný areál v katastrálním území Neštich města Svätý Jur v okrese Pezinok v Bratislavském kraji na Slovensku. Území bylo vyhlášeno v roce 2001 a jeho rozloha je 19,71 hektaru. Předmětem ochrany je populace listnatce čípkového (Ruscus hypoglossum).